# Orsolya
Orsolya [ˈorʃojɒ] ist als eine ungarische Form von Ursula ein ungarischer weiblicher Vorname. Eine Kurzform des Namens ist Orsi.

## Namensträgerinnen
- Orsolya Finta (* 1987), ungarische Fußballspielerin
- Orsolya Kalász (* 1964), ungarische Lyrikerin und Literaturübersetzerin
- Orsolya Kocsis (* 1984), ungarisches Model
- Orsolya Tófalvi (* 1993), rumänische Biathletin
- Orsolya Tóth (* 1981), ungarische Filmschauspielerin
- Orsolya Turai (* 1978), ungarische Germanistin
- Orsolya Varga (* 1987), ungarische Badmintonspielerin
- Orsolya Várkonyi (* 1989), ungarische Fußballspielerin